# 큐브 퍼즐
큐브 퍼즐은 정육면체 형태의 기계식 퍼즐이다.

## 종류

### 조합 퍼즐군

#### 루빅스 큐브 계통
- 포켓 큐브(2×2×2)
- 루빅스 큐브(3×3×3)
  - 스도쿠 큐브 : 숫자와 방향도 맞춰야 한다.
  - 보이드 큐브 : 일부 조각을 비워냈다.
- 리벤지 큐브(4×4×4)
- 프로페서스 큐브(5×5×5)
- 6×6×6 루빅스 큐브
- 7×7×7 루빅스 큐브
- 8×8×8 루빅스 큐브

#### 다른 축으로 돌아가는 트위스티 퍼즐
- 헬리콥터 큐브
- 스큐브
- 스퀘어 원
- 스네이크 큐브

### 조각 맞추기 퍼즐

#### 폴리큐브 조각 맞추기
- 소마 큐브
- 베들람 큐브
- Slothouber–Graatsma puzzle
- 콘웨이 퍼즐
- 헥소미노-트리오미노 퍼즐
- 다이아볼리칼 큐브
- 해피 큐브

#### 기타
- 요시모토 큐브